# Diana (bài hát của Paul Anka)
"Diana" là một bài hát do Paul Anka sáng tác và trình diễn năm 1957, thu âm tháng 5 năm 1957 tại Don Costa studio ở New York. Bài hát được lấy cảm hứng từ một người bạn cấp 3 của Anka tên là Diana Ayoub, còn theo phỏng vấn của NPR do Terry Gross thực hiện 2005, Anka nói rằng bài hát được lấy cảm hứng từ một cô gái ở nhà thờ mà ông cũng không rõ là ai.
Bài hát có Bucky Pizzarelli chơi guitar, Irving Wexler chơi piano, Jerry Bruno chơi bass, và Panama Francis đánh trống và được thu âm vào tháng 5 năm 1957 tại RCA studio. Hát nền có Artie Ripp (sau này là người đầu tiên ký hợp đồng với và sản xuất các bài hát của Billy Joel
Bản của Paul Anka năm 1957 đã đứng đầu bảng xếp hạng của Billboard "Best Sellers In Stores"  (tuy vậy nó chỉ đứng thứ 2 trên bảng xếp hạng tổng hợp "Top 100") và đã bán được trên 9 triệu bản. "Diana" cũng đứng đầu bảng xếp hạng R&B Best Sellers. Bài hát cũng đứng đầu bảng xếp hạng UK Singles Chart và bán được 1.25 triệu đĩa tại Vương quốc Anh.

## Bảng xếp hạng
| Bảng xếp hạng (1957)                | Vị trí cao nhất |
| ----------------------------------- | --------------- |
| Australian Singles Chart            | 1               |
| Canadian Singles Chart              | 1               |
| UK Singles Chart                    | 1               |
| US Billboard Hot 100                | 2               |
| US Billboard Best Sellers in Stores | 1               |
| US Billboard R&B Singles Chart      | 1               |